# Groene franjeaap
De groene franjeaap (Procolobus verus)  is een aap uit de familie van de apen van de Oude Wereld (Cercopithecidae). De wetenschappelijke naam van de soort werd in 1838 als Colobus verus gepubliceerd door Pierre-Joseph van Beneden.

## Voorkomen
De soort komt voor in bossen in West-Afrika, van het zuiden van Sierra Leone tot het zuidoosten van Nigeria, maar het verspreidingsgebied is niet aaneengesloten.